# Johan Fredrik Lundin
Johan Fredrik Lundin, född 1826 i Västergötland, död 1868 i Munkfors, Värmland.  Förvaltare vid Munkfors bruk.

## Biografi
Efter att ha växt upp under fattiga förhållanden så fick Lundin 1842 börja som bokhållare i Uddeholm. Efter utbildning vid Teknologiska Institutet (nuvarande Kungliga Tekniska högskolan) i Stockholm så fick han ett antal ansvarsfulla befattningar inom företaget.
1856 tillträdde han som förvaltare vid Munkfors bruk och verkade där till sin död. I Munkfors så experimenterade han med Martinprocessen och lyckades som den förste i världen 1864 att göra en fungerande provsmältning.  